# Деревья опаздывают на автобус
Деревья опаздывают на автобус (укр. Дерева спізнюються на автобус) — драма Олеся Барлига, в которой сосредотачивается внимание вокруг постколониальной проблематики, вопросов гендера и квир-идентичностей. Фоном для этого выступает восприятие молодыми людьми начала XXI века событий Голодомора. Пьеса была опубликована в 2013 году и входит в сборник «Звери посмотрят вместо тебя» («Звірі подивляться замість тебе») 2017 года.

## История написания и публикации
Пьеса была написана в 2011 году как реакция на украинскую политическую и культурную конъюнктуру вокруг трагедии Голодомора. В следующем году она заняла третье место в ІІІ Конкурсе пьес «Драма.UA-2012» от одноименного фестиваля современной драматургии, после чего вместе с произведениями других финалистов вошла в печатный сборник.

## Сюжет
Произведение содержит четыре действия, где главными персонажами являются молодой драматург Тарас, его покойная бабушка Капиталина в подобии красивой девушки и любовник Тараса — начинающий журналист.
Основной сюжет разворачивается вокруг необходимости драматурга написать пьесу на заказ к годовщине Голодомора. В поисках вдохновения он совещается с близкими, вместе они рефлектируют над культурными и историческими процессами частного и национального значения.
Третье действие — это сновидения Тараса. В ней третий президент Украины Виктор Ющенко вместе с мавками определяет «лауреатов Голодомора» среди потомков тех, кто не выжил во время искусственно устроенного голода.

## Художественные особенности
Литературный критик Татьяна Трофименко отметила пьесу как ироническую. Как отмечает учёная Мария Гуцол, в этом произведении Олесь Барлиг благодаря фарсу перестраивает устоявшуюся апокалиптическую модель голодомора, используя общественно-политические коды выборов, партийной конъюнктуры, идеологии, актуального заказа. Драматург смеётся над «совковыми» подходами к «почитанию и празднованию» жертв, противопоставляя мифы украинскости и советского человека.
По словам обозревательницы Любы Куйбиды, автор пьесы обнажает сам механизм творческого процесса и «наполняет свою историю бредом и видениями».
Так, кроме распространённого в произведении мотива сновидения, изображается линия бреда героини воображаемой драмы Тараса, которая после убийства ребёнка отправляется в потусторонний мир, где превращается в чудовище.

## Интерпретация названия
Как указывает исследовательница Валерия Королёва, значение названия пьесы раскрывается через сон, который рассказывает один из персонажей. В нём деревья являются символами родового сообщества украинцев, генетически родственных единым культурно-этническим корням, а куст — олицетворением современности с её конъюнктурным интересом к проблеме Голодомора, духовными мутациями и врождённым цинизмом.